# William Fan
William Fan (* 1987 in Hannover) ist ein deutscher Modedesigner aus Berlin. 2015 gründete er das gleichnamige Modelabel. Das Portfolio des Unternehmens umfasst Luxusgüter aus den Produktbereichen Ready-to-wear, Lederwaren, Schuhe, Accessoires, Möbel und Haushaltsgegenstände.
Fan ist 1987 als jüngster Sohn zweier aus Hongkong eingewanderten Gastronomen in Hannover geboren. Im Anschluss an das Abitur in Hannover studierte der heutige Designer und Unternehmer Modedesign an der ArtEZ in Arnheim und der Kunsthochschule Berlin-Weißensee. Außerdem arbeitete er für Alexander McQueen in London.
Die Debütkollektion von William Fan lancierte der Designer im Zuge seiner Master Abschlussarbeit an der Hochschule Weißensee in 2015. Seit der ersten Kollektion mit dem Titel „Welcome Home“ bietet William Fan Taschen, Schuhe und Lederaccessoires an. Im Zuge der SS17 Kollektion „The Day After“ wurden erstmals auch Haushaltsgegenstände, sowie Keramikartikel und Möbel mit in das Sortiment aufgenommen.
Fan ist seit seiner Debütkollektion fester Bestandteil der Berlin Fashion Week und präsentierte seine Kollektion darüber hinaus in Paris.
Am 13. Juli 2023 erschien der Dokumentarfilm „William Fan – In Between“, welcher den Designer filmisch porträtiert. Die Premiere fand am 9. Juli 2023 im Delphi Filmpalast in Berlin statt.

## Auszeichnungen
- 2016 – H&M Fellowship[11]
- 2017 – KaDeWe Vote-for-Fashion Award[12]
- 2018 – International Woolmark Prize Nominierung[13]